# Национално знаме на Обединените арабски емирства
Националното знаме на ОАЕ е прието на 2 декември 1971 година. Знамето се състои от панарабски цветове – червено, бяло и черно.

## Значение
- Зелено: плодородие
- Бяло: неутралност
- Черно: цвета на знамето на пророка Мохамед
- Червено: единство